# Micrasema avadhiritam
Micrasema avadhiritam är en nattsländeart som beskrevs av Schmid 1992. Micrasema avadhiritam ingår i släktet Micrasema och familjen bäcknattsländor. Inga underarter finns listade i Catalogue of Life.